# 祇園町 (米子市)
祇園町（ぎおんちょう）は、鳥取県米子市の町名。1～2丁目がある。郵便番号683-0047（米子郵便局管区）。

## 地理
市の中央部。市街地の南西部に位置する。西は中海に面する。

## 歴史
昭和10年（1935年）～現在の米子市の町名。もとは1丁目が米子市大工町2丁目と西大谷の一部、2丁目は米子市西大谷・陰田の各一部。
町名の由来は、深浦神社の別名祇園神社（祇園社・愛宕社）にちなむ。
昭和26年（1951年）市営屠場が祇園町離山下に建設される計画が出て地元民の強い反対にあったが、昭和27年（1952年）から昭和32年（1957年）にかけて建設が行われ、中国地方一の規模を誇った。

## 政治

### 区長
市制第八十二條に依り區を劃し區長及區長代理者各一名を置き任期は四ヶ年とし、報酬は區長年額最低四圓最高十五圓、區長代理者は二圓乃至三圓である。
当選
- 昭和10（1935）年中當選

祇園二 大谷宗太郎
祇園一 佐々木文太郎

## 産業

### 商工業
明治後半に米子の商工業者による深浦倉庫合資会社が設立された。出資者は米子煙草専売所、坂口、名島、加藤、土井、山県などで、石炭、塩、石材、瓦、穀物、青果などの取り扱いであった。別に米子海陸運送kkも運営した。海岸は深浦神社の前あたりまで迫っていて、桟橋荷揚場があって、石炭は海岸に野積み、塩などは現在の熊野屋牛乳の所に建てられた大きな倉庫に収納された。倉庫の支配人は土江氏であった。
大正の頃の深浦は船荷や内海航路の関係で佐々木文次郎の石州瓦販売、土砂扱い、船宿、沖仲仕業の人々が軒を並べる外、漁業従事者もあった。島田氏は戦前からの中海漁業で戦後も島田漁業として活躍した。
昭和11年（1936年）に石黒造船所が埋め立て地に進出し、終戦まで軍需で多くの木造船を造った。戦後深浦の埋立地や造船所跡に市営住宅や国鉄宿舎が建てられそのために一丁目より二丁目の方に多くの商工業者が進出した。
一丁目は戦後新しい商業活動も若干みられるなかで荒木商店（味噌、醤油）、小田原建設、門脇商店（食料品）、生越商店（菓子）、尾添商店（菓子）、熊野屋乳業らがあり、その後は、笠井建設、興和住建、西日本カラーテレビセンター、西日本浴槽流台センター生、桂産業（配管）、祖上厨房製作所、新生電業、米子パーフ電気商会祇園店、グリコ牛乳営業所などの新傾向の営業活動がみられるようになった。
二丁目は、離山が大きく海に突き出た地区であったが、戦後に至って、道路、住宅、商工業進出が著しくみられた所である。大正のころは離山の麓あたりに竹細工屋と豆腐屋がある程度であった。

### 主な工場
- 石黒造船所米子工場（創業・昭和11年（1936年）11月、主要業態・造船業、職工数三〇、所在地・祇園町一丁目）[9]
- 加藤煉瓦土管工場（創業・大正6年（1917年）9月、主要業態・煉瓦土管製造、職工数七、所在地・祇園町二丁目）[10]
- 綿邊土管工場（創業・大正8年（1919年）1月、主要業態・土管製造、職工数四、所在地・祇園町二丁目）[10]。

## 世帯数・人口
- 昭和10年（1935年）149・608[4]
- 昭和30年（1955年）721・1313[4]
- 昭和40年（1965年）750・1762[4]
- 昭和50年（1975年）376・1702[4]

## 出身人物・ゆかりのある人物

### 実業家
- 石黒茂一郎[11]

鳥取市賀露出身。石黒造船所社長。石黒発動機製作所代表者。鳥取県木造船組合理事長。住所が祇園町。
- 加藤功

商事会社役員。住所が祇園町。元加藤商事会長加藤章の四男。
- 山本晴人[12]

鳥取県岩美郡岩美町恩志出身。山陰日日新聞社長。鳥取県人事委員。住所が祇園町。

### 教育者
- 土江清治（英語教師の野球監督[13]）